# Pico Humphreys
El pico Humphreys (en inglés, Humphreys Peak) es un pico de Estados Unidos que, con una altitud de 3852 m s. n. m. y una prominencia de  1841 m, es el punto más alto del estado de Arizona. Se localiza en el condado de Coconino, aproximadamente 17,6 km al norte de Flagstaff. Es el más alto de un grupo de antiguos picos volcánicos conocidos como San Francisco Peaks. Se puede acceder fácilmente a la cumbre subiendo por el llamado Humphreys Trail (sendero Humphreys), que tiene 7,2 km de largo y empieza en la estación de esquí de Arizona Snowbowl, en el Coconino National Forest. Los últimos kilómetros del sendero atraviesan la única región de tundra de Arizona, a una altitud de unos 3450 m.
Recibió este nombre alrededor del año 1870, en homenaje a Andrew A. Humphreys, un oficial del Ejército de los Estados Unidos, que fue General del Ejército federal durante la guerra civil estadounidense, y que más tarde se convertiría en Jefe de Ingenieros del Cuerpo Militar de Ingenieros de los Estados Unidos.
El Humphreys Peak no debe confundirse con el monte Humphreys, un pico más alto que se ubica en Sierra Nevada.